# Convention nationale
 (janvier 2023).
La Convention nationale est une assemblée constituante élue en septembre 1792, au cours de la Révolution française, à la suite de la chute de Louis XVI le 10 août 1792 et de l'échec de la monarchie constitutionnelle.
Cette assemblée, qui succède à l'Assemblée législative, est élue pour la première fois en France au suffrage universel masculin, et est destinée à élaborer une nouvelle constitution.
Elle reste en place du 21 septembre 1792, date de la proclamation de la République, au 26 octobre 1795, date de la promulgation de la constitution de l'an III, qui met en place le régime du Directoire.
Son histoire est un épisode exceptionnel de l'histoire de France, marqué notamment par la condamnation à mort de Louis XVI par la Convention elle-même et de la reine Marie-Antoinette par le Tribunal révolutionnaire ; par la guerre civile (Vendée) et étrangère (première coalition) ; par la politique de la Terreur (1793-1794) ; par le redressement militaire de 1794 (sous l'égide de Lazare Carnot), le retrait de la Prusse (avril 1795) et le début de l'expansion de la République française, notamment en Italie sous le commandement du général Bonaparte.
L'histoire de la Convention nationale est divisée en trois périodes, en fonction des factions qui se succèdent par des procédures expéditives à la tête du gouvernement :
- la Convention girondine (21 septembre 1792-2 juin 1793) ;
- la Convention montagnarde (2 juin 1793-27 juillet 1794/9 thermidor an II) ;
- la Convention thermidorienne (27 juillet 1794-26 octobre 1795/5 fructidor an III).

Le conflit entre Girondins, qui dominent d'abord l'assemblée, et Montagnards, soutenus par la Commune de Paris, culmine lors des journées insurrectionnelles du 31 mai et du 2 juin 1793 qui aboutissent à la prise de pouvoir par les Montagnards.
La constitution de l'an I, adoptée par les montagnards le 24 juin 1793, n'a jamais été appliquée.
Les Montagnards prennent alors le gouvernement en main et lancent la politique de la Terreur et de la mobilisation militaire de masse qui permet aux armées de triompher sur tous les fronts, extérieurs et intérieurs. Au début de 1794, la faction de Robespierre élimine les Hébertistes (mars 1794) puis les Dantonistes (avril 1794), avant de tomber elle-même le 9 thermidor (27 juillet 1794).
Commence alors le gouvernement des « Thermidoriens », qui, tout en combattant les royalistes et les sans-culottes, élaborent la constitution de l'an III.
Le régime du Directoire prolonge la Convention thermidorienne, mais ne réussit pas à stabiliser la république et s'achève par le coup d'État du 18 Brumaire (9 novembre 1799).

## Contexte

### Une situation militaire mauvaise
Le 20 avril 1792, la France a déclaré la guerre à l'Autriche, qui est alliée à la Prusse.
Fin juin, une partie du territoire est envahie. Brunswick lance son manifeste (25 juillet 1792).
L'Assemblée proclame la Patrie en danger et fait appel aux volontaires pour renforcer les soldats de ligne qui sont des engagés.

### La journée du 10 août 1792 et ses suites
Le 10 août 1792 eut lieu la Commune insurrectionnelle de Paris et la prise des Tuileries.
L'Assemblée législative vote un décret demandant l'élection au suffrage universel d'une convention nationale qui décidera des nouvelles institutions de la France.
Un Conseil exécutif provisoire est aussi formé pour assurer la continuité du gouvernement. Il est composé de six ministres choisis hors de l'Assemblée législative.
Le roi, réfugié à l'Assemblée le 10 août, est incarcéré avec sa famille par la Commune de Paris (Manuel) au Temple (13 août), sous la surveillance de la Garde nationale (Santerre).

## L'élection des députés à la Convention (septembre 1792)

### Le processus électoral
Première expérience du suffrage universel de l'histoire de France, les élections législatives se déroulent du 2 au 19 septembre 1792. La participation électorale, très faible, dans les départements est de 11,9 % du corps électoral, contre 10,2 % en septembre 1791, alors que le nombre d'électeurs a plus ou moins doublé.
En fait de suffrage universel, il s'agissait d'un aménagement du vote par foyer, ou vote du chef de famille, qui était pratiqué depuis longtemps pour élire les municipalités des villes. Seuls les hommes de plus de 21 ans étaient appelés à voter. Ni les femmes, ni les domestiques ni les personnes sans revenus connus n’étaient autorisés à participer au suffrage. Selon le décret relatif à la formation des assemblées primaires pour le rassemblement de la convention nationale du 11-12 août 1792, les conditions de vote étaient les suivantes :
- pour voter, « il suffira d'être Français, âgé de vingt et un ans, domicilié depuis un an, vivant de son revenu et du produit de son travail, et n'étant pas en état de domesticité » (Art. 2) ;
- pour être éligible : « il suffira d'être âgé de vingt-cinq ans, et de réunir les conditions exigées par l'article précédent » (Art. 3.).

Tandis que la Commune se préoccupe surtout des élections à Paris, le Conseil exécutif, et en particulier le ministre de l'Intérieur, Roland, tente d'orienter les électeurs dans les départements, à travers la publication de journaux, en particulier La Sentinelle de Jean-Baptiste Louvet de Couvray, ou de brochures, comme le Tableau comparatif des votes en faveur de La Fayette, qui cherche à distinguer les vrais patriotes des royalistes masqués parmi les députés sortants.
Divisées, les assemblées électorales envoient des députés de sensibilités différentes, en fonction, semble-t-il, de la notoriété acquise comme ancien député ou patriote local : elles combinent l'élection d'anciens constituants et de membres de la Législative (269 sur les 749 Conventionnels), le plus souvent révolutionnaires modérés, avec des membres des clubs locaux parmi les plus actifs, souvent d'un patriotisme plus virulent que les premiers, l'ordre dans lequel chacun est élu reflétant la considération qu'il inspire aux électeurs et l'influence des différents partis en présence, obligés de négocier. La durée de mandat d'un député s'alignait sur celle prévue par la Constitution de 1791 (Titre III - Chapitre premier, article 2), qui prévoyait que l'Assemblée nationale était « formée tous les deux ans ».
Élus par moins de 10 % de la population, avec une abstention considérable due à la peur ou à l'opposition politique, les nouveaux députés sont tous partisans des récents événements. « La Convention ne pouvait être l'image fidèle du pays, écrit Georges Lefebvre. La révolution du 10 août en excluait nécessairement les royalistes, complices de l'étranger ou suspects de complaisance pour la trahison ; la masse, qui n'avait pas voté, se sentait inquiète et sourdement mécontente ».
À Paris, c’est le club des Jacobins qui désigne la députation parisienne, beaucoup plus radicale que les députations provinciales. Les Girondins sont écartés. Robespierre est élu le premier, suivi de Danton. Sur 24 députés, en dehors du duc d'Orléans, devenu Philippe-Égalité, deux seulement sont des modérés.

### Nombre de députés élus
En 1792, la Convention est officiellement composée de 749 députés.
Dans la pratique, il n'y eut que rarement plus de 350 siégeants au cours des séances,.

### Composition sociale de la Convention
La plus grande partie des députés est issue de milieux bourgeois, notamment celui des hommes de loi, dont une majorité d'avocats (plus du tiers[pas clair]).
Le peuple n'est représenté que par 2 ouvriers. Ce sont Jean-Baptiste Armonville (1756-1808), dans la Marne, cardeur de laine et Noël Pointe (1755-1825), dans le Rhône-et-Loire, armurier.
La Convention inclut 55 ex-nobles (les « ci-devant ») et ecclésiastiques.
Parmi les nobles, le plus remarquable est un cousin du roi, ci-devant duc d'Orléans, devenu Philippe-Égalité, qui siège parmi les montagnards (et va voter la mort de Louis XVI). L'ex-marquis de Condorcet fait partie des Girondins.
Parmi les ecclésiastiques, on trouve l'abbé Sieyès, auteur de brochures célèbres, qui a déjà siégé à l'Assemblée nationale constituante. Il siège avec la Plaine.

## Les trois périodes de la Convention

### Forces en présence en septembre 1792

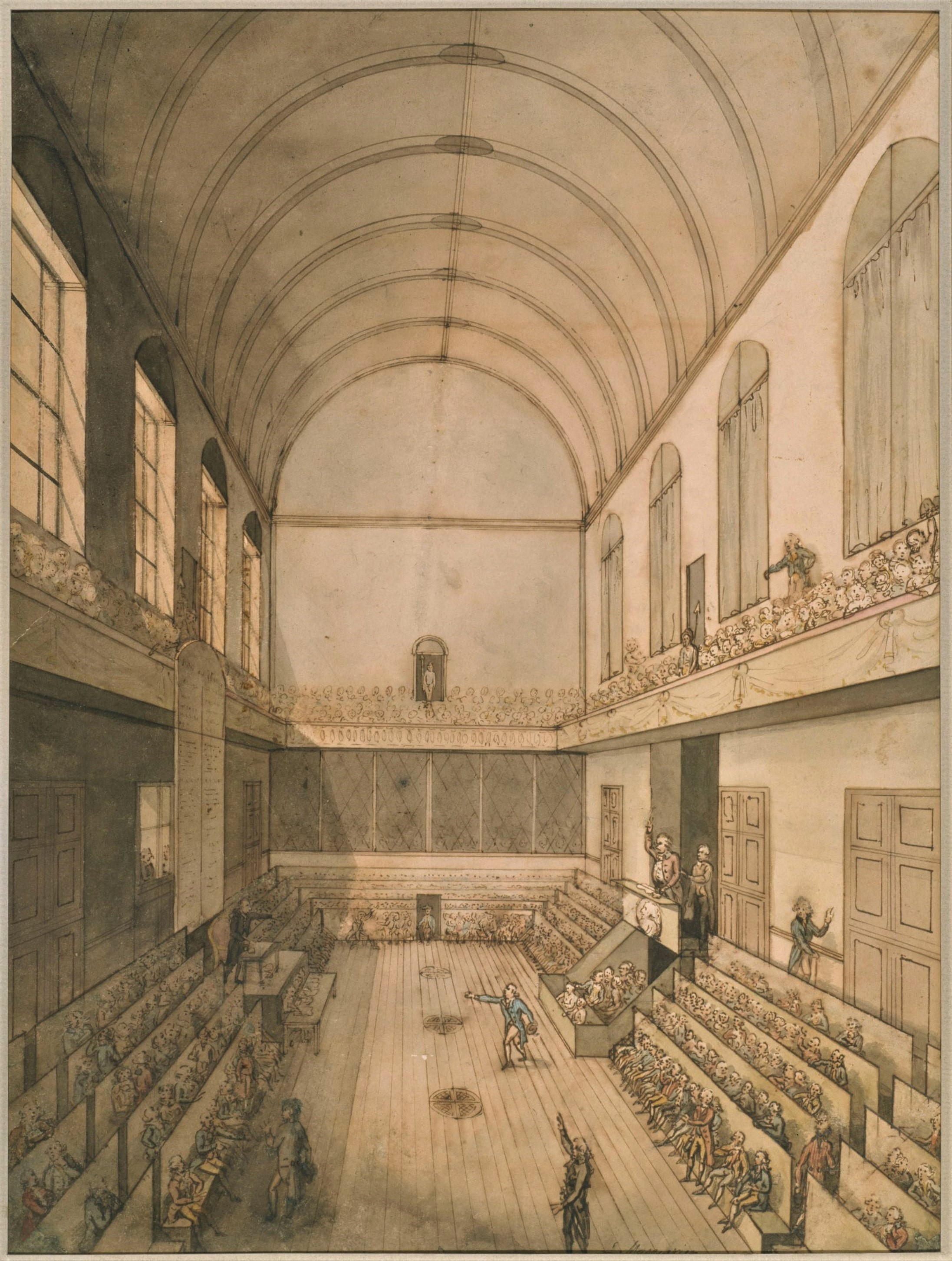
La Convention nationale se réunit dans la salle du Manège des Tuileries jusqu'au 9 mai 1793. Elle s'installe ensuite dans l'ancienne salle des Machines du palais des Tuileries, vaste local au rez-de-chaussée utilisé pour des spectacles divers. Dans cette dernière salle, les tribunes étaient prévues pour huit à neuf cents personnes, ce chiffre pouvant dans certaines occasions être doublé.

Les Girondins, presque tous jeunes, sont majoritairement issus de la bourgeoisie provinciale des grands ports côtiers. Les Brissotins, Rolandins ou Girondins se méfient du peuple parisien. Leurs appuis sont en province et parmi la riche bourgeoisie du négoce et des manufactures. Ils sont très attachés aux libertés individuelles et économiques de 1789 et répugnent à prendre des mesures d'exception pour sauver la jeune république à laquelle ils sont toutefois attachés. Ils sont dirigés par Brissot, Vergniaud, Pétion, Guadet et Roland. Ils quittent assez vite le club des Jacobins. Appelés à l'époque Brissotins ou Rolandins, l'appellation de Girondins est plus récente et ne fut popularisée qu'au début du XIXe siècle, notamment par Lamartine dans son Histoire des Girondins.
Les Montagnards (appelés ainsi parce qu'ils siégeaient sur les plus hauts bancs de l'Assemblée) sont considérés comme les plus radicaux de l'assemblée, avec les députés de Paris, emmenés par Robespierre. Ils sont plus sensibles aux difficultés du peuple. Ils sont prêts à s'allier aux sans-culottes de la Commune de Paris et à prendre des mesures d'exception pour sauver la patrie en danger. Leurs chefs sont, entre autres, Robespierre, Danton, Marat, Saint-Just. Pour les jacobins, la séparation des pouvoirs n'est pas justifiée dans un régime démocratique. La forme de gouvernement la plus parfaite est selon eux un régime d'assemblée avec une seule chambre élue au suffrage universel direct qui concentre les trois pouvoirs. La Convention telle qu'ils l'ont dirigée entre 1793 et 1794, remplit ces critères.
Au centre siège une majorité de députés, surnommée la Plaine (le Marais par ses détracteurs), qui soutient tour à tour les deux autres tendances selon les circonstances, dont le plus connu est Bertrand Barère. Dans un premier temps le centre soutient les Brissotins.
Les Girondins comme les Montagnards sont membres du club des Jacobins. Après le 10 août 1792, le club tend à former un pouvoir parallèle face à la Convention. C'est aux Jacobins le plus souvent que s'ouvrent et se déroulent les débats fondamentaux, que se dessinent les grandes décisions : la Convention suit, plus ou moins récalcitrante. Le club est sans arrêt épuré des opposants à Robespierre. Après la chute de Robespierre le club est rapidement fermé.

### Période de la Convention girondine

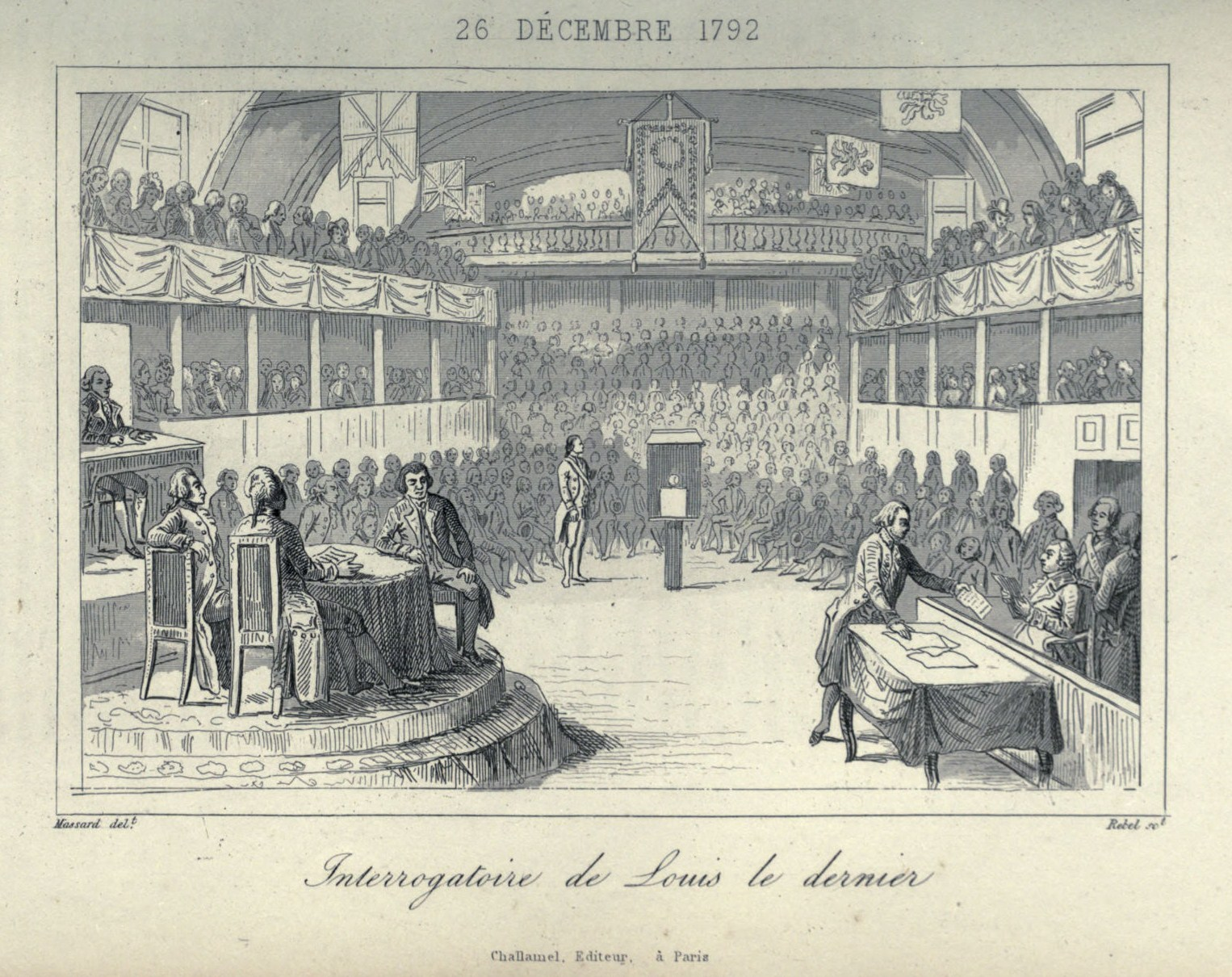
Jugement de Louis XVI par la Convention nationale dans la Salle du Manège.

La Convention girondine (21 septembre 1792 – 2 juin 1793) est la première période de l'histoire de la Convention nationale dominée par les Girondins. Lors de sa première séance, elle proclame l'abolition de la royauté le 21 septembre 1792, faisant place à la Première République. Elle est marquée par la violente rivalité entre les Girondins et les Montagnards. Les Girondins essaient d'éviter le procès du roi, craignant que celui-ci ne ranime la contre-révolution et ne renforce l'hostilité des monarchies européennes. Mais, la découverte de l’armoire de fer aux Tuileries le 20 novembre 1792 rend le procès inévitable. Les documents trouvés dans ce coffre secret prouvent sans contestation possible la trahison de Louis XVI. Le procès débute le 10 décembre. Les Montagnards emmenés par Saint-Just et Robespierre placent le débat sur le plan idéologique. Louis XVI est qualifié d'ennemi étranger au corps de la nation et d'« usurpateur ». À l'issue des débats, le roi est reconnu coupable à une écrasante majorité, 643 voix contre 78. Il est condamné à mort, à 387 voix contre 334. Le sursis et l'appel au peuple demandés par les Girondins est repoussé, dans la crainte de la guerre civile, à 424 voix contre 297. Le roi Louis XVI est guillotiné le lendemain, le 21 janvier 1793, place de la Révolution. L'exécution de Louis XVI entraîne la formation de la première coalition. Elle soude la plupart des pays européens contre la France.
Les échecs militaires infligés par la première coalition de l'Europe monarchiste entraînent le vote, le 24 février 1793, de la levée de 300 000 hommes. L'annonce de cette levée, par tirage au sort, provoque des soulèvements ruraux aussitôt réprimés par la force. Mais la Convention a entre-temps voté une loi qui met en place une véritable logique de terreur ; tout rebelle pris les armes à la main doit être exécuté dans les 24 heures sans procès. La guerre de Vendée qui commence en mars 1793 sert d'argument aux Montagnards et aux Sans-culottes pour stigmatiser la mollesse des Girondins et réclamer des mesures d'exception auxquelles ces derniers répugnent. Les Girondins sont obligés d'accepter la création du Comité de salut public et du Tribunal révolutionnaire. Les difficultés sociales et économiques exacerbent les tensions entre Girondins et Montagnards. Le 26 mai 1793, Robespierre lance aux Jacobins un appel à une « insurrection » des députés « patriotes » contre leurs collègues accusés de trahisons. Le 2 juin, une foule de 80 000 hommes armés de 150 canons investit la Convention. Après une tentative de sortie en cortège qui se heurte aux canons, l’assemblée doit se résigner à décréter l’arrestation de 29 dirigeants girondins.

### Convention montagnarde
En France, la Convention montagnarde, du 2 juin 1793 au 28 juillet 1794 (10 thermidor de l'an II), est la deuxième période de l'histoire de la Convention nationale dominée par les Montagnards après l'éviction des Girondins.
La Convention vote le 24 juin 1793, une constitution très démocratique et décentralisée, ratifiée par référendum. La Constitution de l'an I cherche à établir une véritable souveraineté populaire grâce à des élections fréquentes au suffrage universel, le mandat impératif et la possibilité pour les citoyens d'intervenir dans le processus législatif. Tous les pouvoirs sont attribués à un corps législatif élu pour un an. Un conseil exécutif de 24 membres est chargé de faire appliquer les décisions de l'Assemblée. Il est nommé par elle et sous son étroite dépendance. Mais cette Constitution n'a jamais été appliquée. Le 10 août 1793, la Convention décrète que l’application de la Constitution est suspendue jusqu’à la paix. Saint-Just explique que : « Dans les circonstances où se trouve la République, la constitution ne peut être établie, on l'immolerait par elle-même. Elle deviendrait la garantie des attentats contre la liberté, parce qu'elle manquerait de la volonté nécessaire pour les réprimer ». En effet, les députés montagnards doivent faire face à des circonstances dramatiques : insurrections fédéralistes, guerre de Vendée, échecs militaires, aggravation de la situation économique. Ils décident donc d'instaurer une véritable dictature révolutionnaire exercée dans la réalité par le Comité de salut public et le Comité de sûreté générale. Le décret du 10 octobre 1793 dit que : « le gouvernement sera révolutionnaire jusqu'à la paix »,,. La Convention nationale assume en principe tous les pouvoirs. Selon la loi du 14 frimaire an II (4 décembre 1793), la Convention est le « centre unique de l’impulsion du gouvernement ».
Le principal organe de gouvernement issu de l'Assemblée est pendant cette période le Comité de salut public. Il a été créé en avril 1793 et dominé par Danton jusqu'à son élimination le 10 juillet. Le « grand comité de l'an II » compte 12 membres réélus tous les mois par la Convention. Il a l'initiative des lois, le pouvoir exécutif et nomme les fonctionnaires. C'est lui qui centralise le pouvoir dans une période particulièrement critique. Il est dominé par la personnalité de Robespierre. Chaque membre est spécialisé dans un domaine particulier comme Carnot aux armées.
Les Conventionnels ont été très marqués par la sauvagerie des exécutions sommaires des massacres de Septembre. Pour vaincre les ennemis de la Révolution et pour éviter un retour à la fureur populaire, ils organisent la Terreur légale. Ils votent en septembre 1793 la loi des suspects. La liste des suspects est assez large. Les nobles, les émigrés, les prêtres réfractaires, les fédéralistes, les agioteurs et leurs familles entrent dans cette catégorie. Ils doivent être emprisonnés jusqu'à la paix. Les sociétés populaires, contrôlées par les sans-culottes, reçoivent des pouvoirs de surveillance et de police. La Terreur est mise à l'ordre du jour. Pour calmer le mécontentement du peuple urbain touché par les difficultés d'approvisionnement, la hausse du prix des denrées alimentaires et la dévaluation du cours de l'assignat, le Comité de salut public met sur pied la terreur économique. Dès le 27 juillet, la Convention vote la peine de mort contre les accapareurs, c'est-à-dire contre ceux qui stockent les denrées alimentaires au lieu de les vendre. En septembre, la loi sur le maximum des prix bloque les prix au niveau de ceux de 1790 augmentés de 30 %. Enfin, le cours forcé de l'assignat est instauré. Ces mesures ne permettent pas de mettre fin aux difficultés de ravitaillement des villes. Le pouvoir d'achat des salariés, payés en assignats, ne cesse de s'éroder. La levée en masse, la mobilisation de toutes les énergies en faveur d'une véritable économie de guerre (la recherche du salpêtre pour la poudre, la mobilisation des savants, le remplacement des généraux incompétents, traîtres ou récalcitrants à adopter la stratégie offensive du Comité de salut public, remplacés par de jeunes officiers issus des rangs et clairement républicains, parmi lesquels Hoche, Jourdan, Marceau (mais aussi Pichegru ou Bonaparte) assurent des victoires décisives aux républicains.
Après avoir tenté une politique d'équilibre entre les factions, les membres du Comité de salut public, dominé par la figure de Maximilien de Robespierre, très populaire parmi le peuple, décident l'élimination des Hébertistes (ultra-révolutionnaires), puis des Indulgents (modérés dirigés par Danton), qui menacent, selon eux, le gouvernement révolutionnaire. Reprenant peu à peu le contrôle du pays, après le chaos qui a prévalu lors de la guerre civile de 1793 et favorisé le développement d'une violence incontrôlée, le gouvernement révolutionnaire tente d'asseoir la République en instaurant une classe de petits propriétaires (loi sur le partage des communaux, décrets de ventôse…) et une morale républicaine (institutions civiles, projets d'éducation du peuple). La Convention montagnarde crée par le décret du 21 ventôse an II (11 mars 1794) une commission chargée de créer l'École centrale des travaux publics, future École polytechnique. Gaspard Monge, Lazare Carnot (appelé le grand organisateur de la victoire) et Prieur de la Côte-d'Or en sont les principaux membres.
Le 9 thermidor (27 juillet 1794), la chute de Robespierre met fin au gouvernement révolutionnaire. La préparation de ce qui a longtemps été présenté comme un complot est bien connue. Le Comité de Salut public s’est divisé. Robespierre n’y paraît plus depuis plus d’un mois. Collot d’Herbois, Billaud-Varenne, Carnot se sentent menacés et prennent contact avec d’autres groupes : les anciens représentants en mission rappelés par Robespierre pour avoir « abusé des principes révolutionnaires » et menacés du Tribunal révolutionnaire, le Comité de sûreté générale qui n’accepte pas de voir rogner ses prérogatives en matière de police, les députés de la Plaine qui subissent, tout en le déplorant, le « régime » de la Terreur. Or le renversement de la situation militaire avec la victoire de Fleurus le 26 juin ne justifie plus, aux yeux de ces derniers, le maintien de la Terreur. La majorité parlementaire bascule, même si ce sont bien des Montagnards qui font arrêter Robespierre et quelques proches, souligne l'historienne Françoise Brunel.

### Convention thermidorienne

#### Démantèlement du gouvernement révolutionnaire
La Convention thermidorienne est le nom donné à la troisième période de l’histoire de la Convention nationale allant du 28 juillet 1794 au 26 octobre 1795.
Après la chute de Robespierre, une lutte oppose, au sein de la Convention nationale, les Montagnards de l'an III, autour de Barère, Billaud-Varenne ou Collot d'Herbois, partisans du maintien du gouvernement révolutionnaire, du dirigisme économique, avec le maximum et la taxation du prix des grains, et de la Terreur, d'une part, et la majorité modérée de l'assemblée, regroupant les Montagnards dantonistes autour de Tallien ou Fréron et les députés du Marais, autour de Sieyès, Cambacérès, Daunou ou Boissy d'Anglas, tenants d'un retour au libéralisme économique et au gouvernement constitutionnel. Le 8 mars 1795, Marie-Joseph Chénier obtient le retour des 22 chefs girondins proscrits après les journées du 31 mai et du 2 juin 1793 et les insurrections fédéralistes (dont Louvet de Couvray) et des 73 députés (dont Louis-Sébastien Mercier) qui avaient été emprisonnés après avoir protesté contre l'arrestation des 22, renforçant ainsi nettement le camp modéré.
Le gouvernement révolutionnaire est progressivement démantelé, avec l'établissement du renouvellement par quart tous les mois des membres du Comité de salut public et la diminution de ses attributions après Thermidor, puis sa disparition en 1795, la suppression du maximum le 24 décembre 1794 ou le rétablissement définitif de la Bourse de Paris le 10 octobre 1795 (qui favorise le développement de la spéculation).

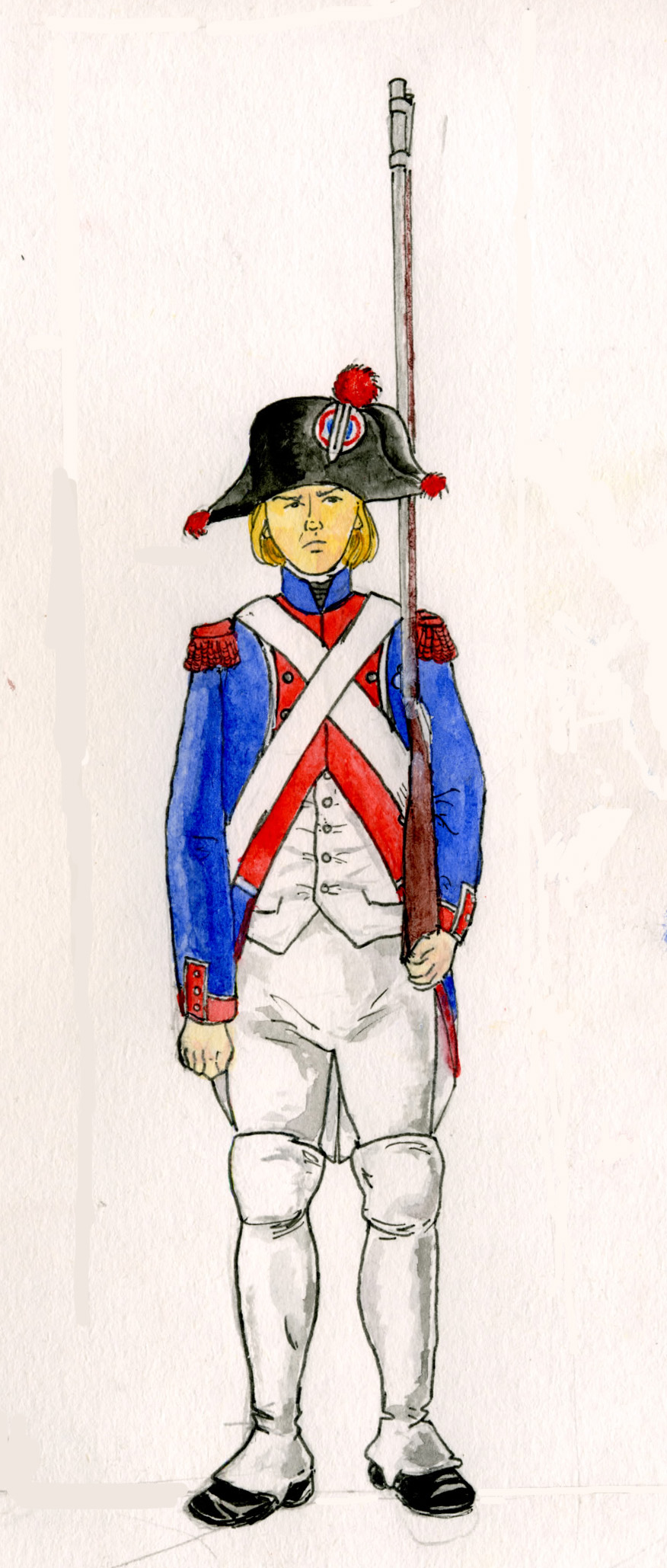
Fusilier de la Garde de la Convention, 1795.

L'hiver 1794-95 est particulièrement rude, le prix du pain augmente, et le peuple de Paris connaît une grave disette, que la politique libérale de la Convention ne permet pas d'enrayer. Aussi, la colère gronde parmi les sections populaires. D'autant que la France subit à cette époque une crise économique et financière et que l'assignat, que le gouvernement révolutionnaire avait réussi plus ou moins à stabiliser en 1793, subit une chute vertigineuse.
Parallèlement, après Thermidor, une grande part des suspects emprisonnés sous la Terreur - royalistes, fédéralistes, accapareurs - sont relâchés, tandis que de nombreux militants révolutionnaires sont arrêtés et les fonctionnaires soupçonnés de « complicité » avec le « tyran » (Robespierre) révoqués. De même, les excès commis dans le cadre de la guerre civile qui a opposé les républicains aux fédéralistes et aux royalistes en 1793 sont révélés, et certains représentants en mission sont jugés et exécutés (Carrier à Nantes ou Joseph Le Bon à Cambrai), ainsi que le tribunal révolutionnaire de Paris et la commission populaire d'Orange, avec l'encouragement de familles des victimes et de suspects mis en liberté, favorisant auprès de l'opinion l'image d'une Terreur violente et sanguinaire.
Dans le cadre de cette réaction thermidorienne, la presse modérée et royaliste se déchaîne contre les « terroristes », traités de « tyrans » et de « buveurs de sang ». Fréron, représentant de la Convention dans le Midi avec Barras en 1793, où il s'était distingué par sa violence et ses rapines, fait reparaître à partir du 11 septembre 1794, L'Orateur du Peuple, dont il fait l'organe de la propagande réactionnaire et où il fait preuve d'un antijacobinisme virulent. De même, le royaliste Méhée de la Touche publie le pamphlet La Queue de Robespierre, et Ange Pitou répand dans les rues des refrains royalistes. Par ailleurs, les violences verbales et physiques contre tous ceux qui ressemblent de près ou de loin à un « jacobin » se multiplient. Fréron et Tallien organisent des bandes de muscadins, qui se heurtent aux Jacobins, notamment le 19 septembre 1794, au Palais-Égalité (le Palais-Royal). Les bagarres se multiplient entre la jeunesse dorée et les républicains, notamment les soldats. Profitant de ces violences, les autorités ferment le Club des Jacobins en novembre 1794. En 1794-95, des bandes de 2 000 à 3 000 « Collets noirs », organisés par Tallien et Fréron et emmenés par le marquis de Saint-Huruge, autour des figures du chanteur et compositeur Pierre-Jean Garat, de Pitou, de Jean Elleviou et de Langlois, et composées de suspects sortis de prisons, insoumis, journalistes, artistes, clercs, courtiers, petits commerçants – vêtus d'un habit étriqué « couleur de crottin » au col de velours noir, les basques taillées en queue de morue et la culotte serrée sous le genou –, rossent les passants ayant mauvaise figure (de Jacobins). Même le girondin Louvet de Couvray, qui dénonce aussi bien les royalistes que les jacobins dans son journal, la Sentinelle, est pris à partie par la jeunesse royaliste dans sa librairie-imprimerie du Palais-Royal, en octobre 1795.

#### Fin du rôle des sans-culottes parisiens

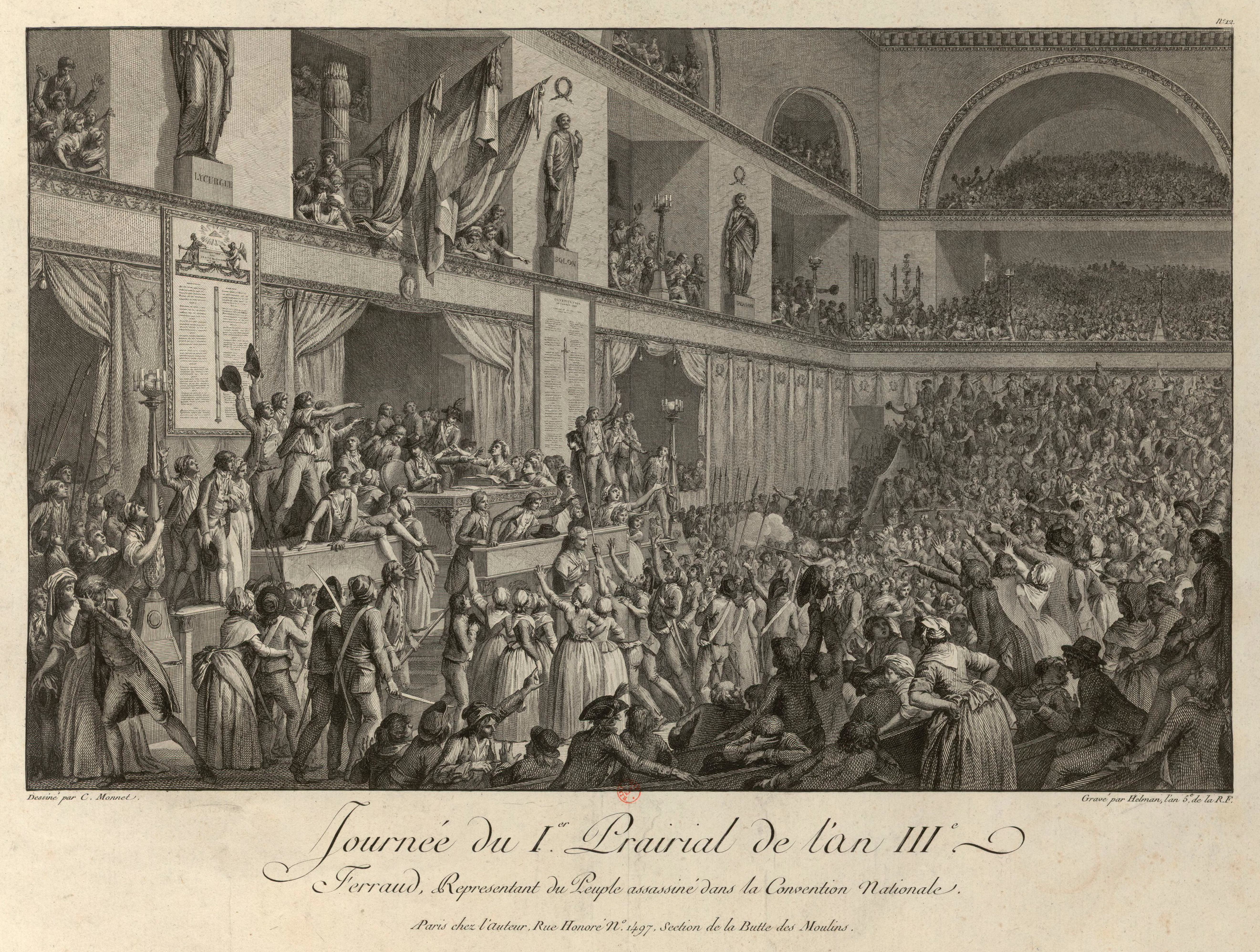
Journée du 1er prairial de l'an IIIe.
Estampe, Paris, BnF, département des estampes, 1796.

Les Jacobins, confrontés à la double hostilité des républicains modérés et des royalistes, poussent les sections populaires à la révolte. Toutefois, les insurrections du 12 germinal et du 1er prairial an III (avril et mai 1795) échouent, et les autorités ordonnent le désarmement des « terroristes ». Ce sont les dernières insurrections populaires avant la Révolution de 1830.
Profitant de l'affaiblissement des jacobins, des mouvements de vengeance spontanée des royalistes, de familles de victimes de la Terreur et de catholiques fanatiques se développent au cours de l'année 1795, dans le Sud-Est de la France, plus particulièrement la vallée du Rhône, contre les « terroristes » : on a appelé ce mouvement la « Terreur blanche ». Les Compagnies de Jéhu à Lyon et du Soleil, pourchassent et massacrent jacobins, républicains, prêtres constitutionnels, protestants, détenus politiques des prisons, à Lons-le-Saunier, Bourg, Lyon, Saint-Étienne, Aix, Marseille, Toulon, Tarascon, etc., généralement avec la complicité des autorités municipales et départementales, quand ce n'est pas des représentants en mission, qui s'appuient sur les royalistes dans leur lutte contre les Jacobins.

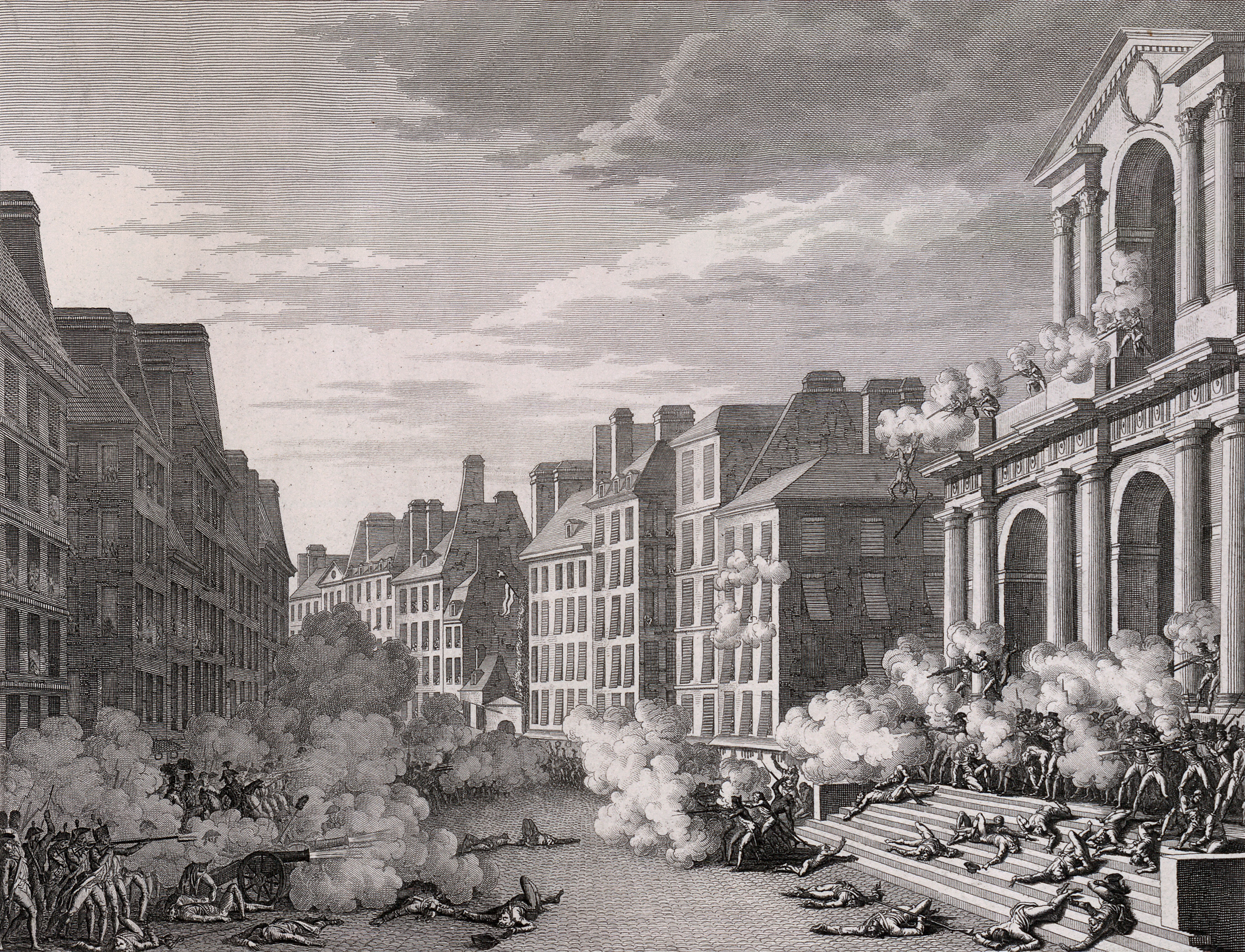
Insurrection royaliste contre la Convention nationale le 13 vendémiaire an IV – gravure d’Abraham Girardet (1764-1823).

Toutefois, le débarquement manqué des émigrés à Quiberon en juin-juillet 1795, et l'insurrection royaliste du 13 vendémiaire an IV (5 octobre 1795) font prendre conscience à la Convention de la menace représentée par les royalistes et, pendant quelques mois, à l'automne et l'hiver 1795-96, tente de rétablir l'union entre les républicains contre leur ennemi commun. Fréron est envoyé à Marseille à la fin de 1795, pour réprimer la Terreur blanche (il sera rappelé dès janvier 1796) ; les officiers jacobins destitués sont réintégrés dans l'armée (Jean Antoine Rossignol, Napoléon Bonaparte…) ; les poursuites contre les Montagnards sont interrompues, par le décret du 13 octobre ; une amnistie générale « pour les faits proprement relatifs à la Révolution » (dont sont exclus les émigrés, les déportés, les accusés de Vendémiaire, ainsi que les faussaires) est votée le 26 octobre 1795. Le club du Panthéon, composé d'anciens terroristes et de Jacobins, tous issus de la petite bourgeoisie, ouvre ses portes le 6 novembre.
Le 28 septembre 1794, elle vote la loi qui constitue l’acte de fondation de l’École polytechnique. Le 10 octobre 1794, elle vote la loi qui constitue l’acte de fondation du Conservatoire national des arts et métiers.
Inspirée par les députés de la Plaine, la Convention thermidorienne a ainsi mis fin au gouvernement révolutionnaire et marqué le retour au pouvoir d'une république bourgeoise libérale et modérée. Elle a jeté les bases du Directoire par la rédaction de la Constitution de l'an III établissant le suffrage censitaire.

## Organisation du gouvernement

### Ministres et conseil des ministres
Le 10 août 1792, lors de la Prise des Tuileries, les ministres du roi sont chassés et remplacés par un Conseil exécutif provisoire, composé de 6 membres nommés par l’Assemblée législative.
Ce Conseil va être maintenu par la Convention qui nomme et révoque ses membres. Chaque ministre est responsable de son département avec autorité sur les agents administratifs. Il a le pouvoir de prendre des arrêtés mais est dépendant du Comité de salut public auquel il doit rendre des comptes tous les dix jours. Du fait de la rivalité entre le Comité de salut public et le Conseil Exécutif, les ministres sont supprimés par la loi du 1er avril 1794. Cette suppression permet d’épurer le personnel ministériel (modérés, dantonistes, Enragés, etc., tous ceux qui ne sont pas robespierristes). 12 commissions remplacent les ministres, composée chacune de trois membres désignés par la Convention hors de ses membres. Ces commissions sont placées sous l’autorité d’un des comités de la Convention.
L’histoire de ce gouvernement révolutionnaire est caractérisée jusqu’au 9 thermidor an II par le renforcement du pouvoir de la Convention et du Comité de salut public : c’est une concentration extrême du pouvoir. Après le 9 thermidor an II, les Robespierristes sont écartés. Le système révolutionnaire se desserre puisque la Convention abolit la dictature des Comités.

### Commissions de la Convention nationale
Le 21 septembre 1792, le Convention nationale, décréta, comme pour les Comités, que les Commissions de l'Assemblée nationale législative continueront provisoirement leurs fonctions.
Le 1er octobre 1792, sur une motion de Barbaroux, fut créée, une
- Commission extraordinaire des Vingt-Quatre, chargée d'inventorier les papiers du Comité de surveillance de la Commune de Paris. Cette Commission fut supprimée le 19 juillet 1793.

Furent créées, le 2 octobre 1792, une
- Commission centrale, pour régler l'ordre du jour (composée d'un membre de chaque Comité)
- Commission des archives (2 membres)
- Commission d'inspection des procès-verbaux, renvois et expédition (trois bureaux et 6 commissaires pour la surveillance des bureaux)

Le 18 octobre 1792, une
- Commission pour la conservation des monuments des Arts et des Sciences (33 membres, dont 4 membres de la Convention nationale)

Le 27 octobre 1792, une
- Commission dite « Commission des Neuf », chargée de présenter un projet de décret contre les provocations au meurtre et à l'assassinat.

Le 20 novembre 1792, une
- Commission des Douze, chargée d'inventorier les papiers trouvés dans l'armoire de fer

Le 6 décembre 1792, une
- Commission dite « Commission des Vingt-Un », dont le Girondin Valazé était le rapporteur, chargée par la Convention de présenter l'acte énonciatif des crimes dont Louis Capet serait accusé et la série de questions à poser au roi lors de son procès.

Le 11 mars 1793, une
- Commission des Six près le tribunal criminel extraordinaire

Le 8 avril 1793, une
- Commission des dépêches (6 membres)

Le 18 mai 1793, une
- Commission extraordinaire des Douze, chargée de rechercher et de poursuivre les conspirateurs (L'instauration de cette Commission entraîna l'insurrection du 2 juin 1793, la chute des Girondins et le début de la Terreur.).

Le 2 juillet 1793, sur proposition de Robespierre, une
- Commission des Six, chargée de présenter un projet de décret sur l'éducation et l'instruction publique

Le 9 juillet 1793, sur proposition de Le Chapelier, une
- Commission des Six, chargée de recueillir et de réunir les procès-verbaux relatifs à l'acceptation de la Constitution.

Le 20 juillet 1793, une
- Commission des Six, chargée de surveiller l'agiotage

Le 29 juillet 1793, une
- Commission des Sept, chargée de présenter ses vues sur les contributions de 1793

Il exista également, une
- Commission des armes
- Commission des postes et messageries

### Comités de 1792
Le 21 septembre 1792, la Convention nationale, décréta que les Comités de l'Assemblée nationale législative continueront provisoirement leurs fonctions.
À sa séance du lendemain, sur proposition de Lanjuinais, le Président de la Convention nationale, Condorcet, nomma Osselin, Hérault de Séchelles, Mathieu et Defermon pour présenter le tableau des comités à établir.
Le 23 septembre 1792, la Convention nationale décréta la création d'un comité militaire ou de guerre (24 membres).
Le 28 septembre 1792, Mathieu fit un rapport et présenta un projet de décret contenant le mode d'organisation des comités (art. 1 à 6), leur composition (art. 7 à 10) et une longue énumération des comités à créer (art. 11 à 19).
Les six premiers articles furent adoptés le lendemain. Mais, sur une motion de Cambon, la Convention nationale décréta qu'il n'y avait pas lieu à continuer à délibérer sur le projet et établir sur-le-champ les Comités qu'elle jugerait nécessaires et en déterminerait le nombre des membres dont ils seraient composés.
Fut donc créé sur-le-champ (29 septembre 1792) un comité de Constitution (9 membres).
Le 1er octobre 1792, la Convention nationale décréta qu'il serait fait lecture de la liste des Comités de l'Assemblée législative et qu'elle arrêterait ceux qui seront conservés.
Furent ainsi conservés les :
- comité des commissaires inspecteurs de la salle, du secrétariat et de l'imprimerie (18 membres) ;
- comité d'agriculture (24 membres) ;
- comité de division (24 membres).

Le 2 octobre 1792, la formation des comités suivants fut décrétée :
- comité colonial (12 membres) ;
- comité de commerce (16 membres) ;
- comité des décrets (9 membres) ;
- comité de la marine et des colonies (20 membres) ;
- comité de guerre, divisé en deux sections (26 membres) ;
- comité de sûreté générale (30 membres) ;
- comité des finances (42 membres) ;
- comité des domaines (24 membres) ;
- comité diplomatique (9 membres) ;
- comité d'instruction publique (24 membres) ;
- comité de secours publics (24 membres) ;
- comité de législation (48 membres) ;
- comité de liquidation et examen de comptes (24 membres) ;
- comité de pétitions et de correspondance (24 membres).

Le 13 octobre 1792, un
- Comité de l'examen des comptes (15 membres).

Le 1er janvier 1793, un
- Comité de défense générale qui devint Commission de salut public le 26 mars 1793 (composé, à sa formation, de 3 membres du Comité de guerre, 3 membres du Comité des finances, 3 membres du Comité des colonies, 3 membres du Comité de la marine, 3 membres du Comité diplomatique, 3 membres du Comité de Constitution et 3 membres du Comité de commerce, soit un total de 21 membres) et le 6 avril 1793, sur proposition de Barère, le Comité de salut public.

Le 18 janvier, sur motion de Dubois-Crancé, un
- Comité des ponts et chaussées (12 membres)

Furent encore créés, le 4 mai 1793, un
- Comité des charrois de l'armée (7 membres)
- Comité de l'habillement des troupes (7 membres)
- Comité de surveillance des vivres et subsistances militaires (8 membres).

Il exista également un
- Comité d'aliénation (13 membres).

### Les grands comités
Selon la loi du 4 décembre 1793, la Convention est le « centre unique de l’impulsion du gouvernement ».
Les travaux de cette Assemblée se déroulent dans une ambiance dramatique caractérisée par une passion politique extrême, et sous la pression permanente de la rue, c’est-à-dire de « délégations » venant accuser tel ou tel député, ou telle ou telle faction. Pour faciliter le travail, des comités sont créés. Ils sont composés de députés élus pour un mois et renouvelables indéfiniment. Chacun de ces comités gère un secteur déterminé. Ils préparent les travaux de l’Assemblée en établissant les textes ensuite soumis à la Convention pour discussion et vote. Ces comités sont les centres de décision essentiels du Gouvernement. Parmi les différents comités (environ 16), deux ont concentré le pouvoir révolutionnaire : le Comité de salut public et le Comité de sûreté générale.

#### Comité de sûreté générale (2 octobre 1792)
Il est créé par la Convention le 2 octobre 1792 et reçoit pour attribution « tout ce qui est relatif aux personnes et à la police générale et intérieure ». Il est composé de 30 membres puis 12, tous Montagnards. Ce comité prend une importance considérable sous la Terreur. Du 13 septembre 1793 au 27 juillet 1794 (9 thermidor an II), ce comité, avec les mêmes hommes, assure la police de la Terreur.
Ce comité reçoit et encourage les dénonciations, fait arrêter et traduire le cas échéant les inculpés devant le tribunal révolutionnaire. Il s’occupe de toutes les grandes affaires politiques de l’époque, notamment le procès des Girondins.
Mais l’ingérence croissante du Comité de salut public dans les affaires de la Police, entraîne le passage du Comité de sûreté générale (composé notamment du peintre David, d’Amar, de Marc-Guillaume Alexis Vadier — Président du Comité, artisan de la chute de Robespierre —, de Philippe le Bas) dans le camp opposé à Robespierre.

#### Comité de salut public (6 avril 1793)
Il a été créé le 6 avril 1793 et sert de lien entre la Convention et les ministres. En réalité, il assume la totalité du pouvoir exécutif car les ministres n’ont aucun pouvoir de décision.
Au départ, il était composé de 9 membres dont Danton et Barère de Vieuzac. Il était renouvelé tous les mois à l’origine puis prend sa forme définitive lors de la chute des Girondins en juin 1793. Il est divisé en sections : section de la Guerre, section de l’Intérieur, section des Pétitions, section de la Correspondance Générale.
Le Grand Comité de l’an II, qui devient l’équipe dirigeant la France pendant toute la Terreur se compose de 11 membres ; 2 ex-Hébertistes (Collot d'Herbois, Billaud-Varenne), 3 Robespierristes (Robespierre, Couthon et Saint-Just), membres du club des Jacobins, trois « modérés » (Carnot, Barère, Lindet), plus 3 membres moins politisés (Prieur de la Marne, Prieur de la Côte-d’Or et André Jeanbon Saint André) – en tout 7 avocats, 2 ingénieurs, 1 pasteur et 1 acteur. Le Comité est soumis à l’influence de Robespierre, mais ce dernier ne contrôle ni le Comité de sûreté générale (responsable de l’emballement de la Terreur), ni les décisions stratégiques des armées.
Pendant un an, le Comité est investi des pleins pouvoirs par la Convention : il décide de la politique étrangère, de la politique intérieure, il nomme et révoque les généraux, dirige les représentants en mission, rédige les mandats d’arrêts… Cette puissance est encore accrue à partir du 1er avril 1794 lorsque les ministres sont supprimés, remplacés par des commissions du gouvernement. Les députés contrôlent théoriquement le Comité de salut public et l’élisent chaque mois. Pour contrer les robespierristes désireux de punir les excès de la Terreur et les exactions de certains représentants en mission, les députés « ultras » font alliance avec les modérés pour provoquer la chute de Robespierre, l’empêchant de s’exprimer le 9 thermidor an II et l’envoyant à la guillotine le 10 (après cette date, le Comité de salut public n’a qu’un très faible pouvoir). Le pouvoir thermidorien victorieux et ses ultras repentis font alors de Robespierre le bouc émissaire de la Terreur, cet outil d’oppression gouvernemental destiné à sauver la Convention des ennemis de la République dont le recours avait été proposé par Danton.
De plus, chaque citoyen doit être muni d’un certificat de civisme qui atteste son engagement au service de la cause révolutionnaire.

### Les représentants en mission

#### Généralités
Pour que l’impulsion parisienne se répercute dans l’ensemble du pays le plus vite possible, la totalité de l’appareil administratif est réorganisée.

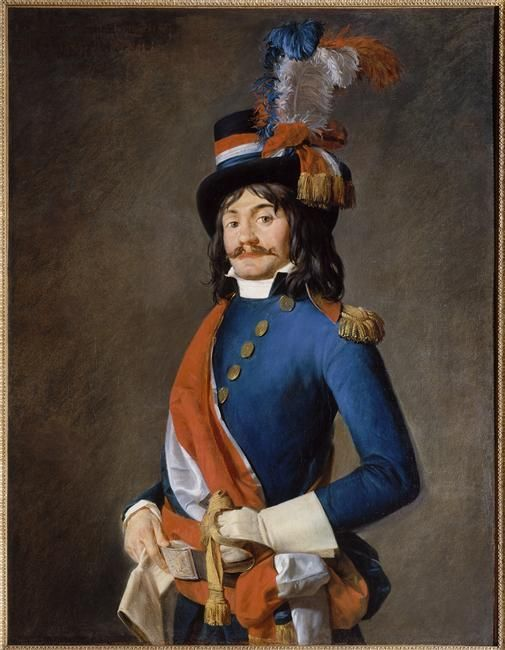
Un représentant en mission, École française, huile sur toile, 1793, musée de la Révolution française. Cette peinture a longtemps été identifiée comme un portrait de Jean-Baptiste Milhaud attribué à David. Elle est aujourd'hui sans attribution certaine.

Ce sont des députés de la Convention auxquels est confiée une mission temporaire. Le système est généralisé au printemps 1793. Les représentants sont deux pour se surveiller et pour se remplacer. Ils sont investis de la plénitude des pouvoirs. Ils ont le pouvoir de transformer les tribunaux criminels départementaux en juridiction révolutionnaire, composés de révolutionnaires qui vont juger avec une extrême sévérité les infractions politiques en même temps que les infractions de droit commun. Pour les infractions politiques, ils suivent la même procédure que le Tribunal révolutionnaire de Paris.
Les représentants en mission sont parfois accompagnés d’une guillotine pour impressionner et assurer l’exécution rapide des condamnations.
Ils ont aussi le pouvoir de créer des Commissions (populaires ou révolutionnaires) qui vont fonctionner essentiellement dans les départements qui se sont soulevés contre la Convention à partir de juin 1793.

#### Représentants aux armées
Ils sont envoyés par crainte des soulèvements ou trahisons militaires. Ils exercent une multitude de fonctions, surveillent l’état d’esprit des généraux, rétablissent l’ordre dans l’armée, imposent l’offensive.
Les militaires n’ont plus que la conduite technique des opérations.

#### Représentants dans les départements
Des groupes de départements sont affectés à deux représentants qui devront faire un rapport au Comité de salut public tous les dix jours. Ils imposent l’esprit révolutionnaire, font exercer les lois. Ils ont pour cela des pouvoirs immenses : droit de prendre des arrêtés, véritables lois provinciales tant que la Convention ne les a pas abrogés, pouvoir de créer des juridictions d’exception, de révoquer les agents publics. Ils organisent la police politique, les arrestations, le ravitaillement, la levée des citoyens mobilisés.
Pendant l’été et l’automne 1793, les représentants vont imposer à la France l’obéissance. Ce sont des agents efficaces et redoutés (Carrier à Nantes, Barras à Marseille, Fouché à Lyon…).
Chaque changement de la ligne politique s’accompagne d’un rappel des représentants qui ne sont plus considérés comme des hommes sûrs.
C’est une institution très efficace, maintenue même après la chute de Robespierre, jusqu’à la fin de la Convention (octobre 1795) puis remplacée par des Commissaires, avec une efficacité moindre.

### Comités révolutionnaires dans les départements
Ce sont des groupes politiques associés à des responsabilités publiques constitués à partir de 1792 (jusqu’en 1795). C’est une hiérarchie parallèle à côté de la hiérarchie administrative. La présence et la faveur de ces comités correspondent à la logique du système révolutionnaire.
Les représentants du peuple en mission ne sont pas en province en permanence. Pour éliminer les oppositions nombreuses, pour constituer un appareil révolutionnaire, pour encadrer la population, il est vital d’établir des organes locaux permanents et actifs qui vont surveiller et encadrer la population, et appuyer les autorités publiques locales.
Ils ont pour fonction de dynamiser la Révolution, empêchent l’appareil administratif de s’enliser dans la routine. Ils permettent le gouvernement de la France par des équipes restreintes.
Ce sont des structures aux confins d’un « parti politique » et d’un organisme public (dérives des sociétés de pensée, des clubs…). Les modérés vont être éliminés, et seuls les comités acquis à la Révolution vont subsister.
Entre 1790 et 1791, les clubs « aristocratiques » sont épurés, éliminés. En 1792, les membres des Comités trop modérés sont éliminés, comme le Club des Feuillants par exemple, très attaché au respect de la Constitution de 1791.
Le rôle essentiel va être joué par le Club des Jacobins à Paris et ses filiales en province, ainsi que le Club des Cordeliers qui sera liquidé plus tard. Ils constituent de façon spontanée avec les autorités des groupes d’émanation chargés de mobiliser l’opinion publique en faveur du processus révolutionnaire.
À partir de 1792, il devient habituel que ces clubs participent à la vie administrative. Ils se constituent en « comités » locaux (comité de surveillance, comité révolutionnaire). Pour lutter contre les modérés. En 1793, ces créations sont généralisées et institutionnalisées par différentes lois, comme la loi du 21 mars 1793 selon laquelle chaque commune doit posséder un comité de 12 membres « vrais sans-culottes », qui sont l’âme de la Révolution. Ils dénoncent aux autorités ceux qui sont présumés être des adversaires de la Révolution. La loi du 4 décembre 1793 (14 frimaire an II) associe les comités aux municipalités pour tout ce qui concerne l’exécution des lois révolutionnaires et les mesures de salut Public.
Ils sont chargés de faire la chasse aux suspects participent aux arrestations, ont une mission générale de propagande (organisation de cérémonies patriotiques), sont chargés de surveiller les autorités publiques et de les dénoncer pour « modérantisme ». Pour cela, ils peuvent s’adresser directement au Comité de sûreté générale et au Comité de salut public.
Entre 1792 et 1794, ils ont joué un rôle considérable en faisant régner la Terreur dans les villes, en excédant souvent les instructions parisiennes.

## Organisation de la justice
Les équipes révolutionnaires au pouvoir à partir de 1792 considèrent que le système judiciaire répressif établi par la Constituante est trop libéral car il ne permet pas d’assurer une répression efficace, rapide et exemplaire. Ils vont mettre au point des institutions très efficaces.[réf. nécessaire]

### Le Tribunal révolutionnaire de Paris (10 mars 1793)

#### Généralités
Il est établi le 10 mars 1793 et est situé à Paris. Ce tribunal « connaîtra de toute entreprise contre-révolutionnaire, de tout attentat contre la liberté, l’égalité, l’unité et l’indivisibilité de la République, la sûreté intérieure et extérieure de l’État, et de tout complot tendant à rétablir la Royauté ou à établir toute autre autorité attentatoire à la liberté, à l’égalité, et à la souveraineté du peuple, soit que les accusés soient fonctionnaires, civils ou militaires, ou simples citoyens ».
C’est une définition très extensive qui permet de traduire à peu près tous les opposants politiques devant le Tribunal révolutionnaire, ce qui arrivera très rapidement.
La Convention s’engage dans une politique de mobilisation économique, et les infractions dans ce domaine relèveront de ce tribunal.

#### Procédure
Il y a 5 juges dont un président, 12 jurés, et le Ministère public composé d’un accusateur public (Quentin Fouquier-Tinville) et de deux substituts. Ils sont tous nommés par la Convention parmi les républicains les plus sûrs. On fait donc juger les accusés par les adversaires politiques.
À l’origine, il s’agissait d’une procédure de droit commun, avec interrogatoire, audition des témoins à charge et à décharge, réquisitoire et plaidoirie. Cependant, dès l’origine, les condamnations ne peuvent faire l’objet d’aucun recours.
Mais le respect de cette procédure ne permet pas d’aller très vite. Les six premiers mois, le Tribunal prononce une quarantaine de condamnations à mort et autant d’acquittements. Pour obtenir la condamnation rapide des Girondins, des réformes ont lieu.
La première réforme a lieu en octobre 1793. Le président du Tribunal a le droit de clore les débats dès que les jurés se déclarent « suffisamment éclairés », notamment sans attendre que tous les témoins aient été entendus. D’octobre 1793 à mai 1794, 50 condamnations par mois ont lieu.
En outre, la procédure est remaniée au gré du gouvernement contre tel ou tel accusé. Par exemple, le procès de Danton en mars 1794 s’achève par un décret mettant Danton « hors-la-loi », ce qui le met à mort avant la fin des débats.
Les accusés de crimes contre-révolutionnaires sont privés de défenseurs.

#### Loi du 22 prairial (10 juin 1794)
Loi du 10 juin 1794 (22 prairial an II) :
1. suppression de l’interrogatoire de l’accusé,
2. suppression de toute forme de défense,
3. la seule peine applicable est la mort,
4. selon l’article 8, à défaut de preuves physiques, les jurés peuvent condamner sur simple « preuve morale » (impression…)

Le tribunal va condamner à mort systématiquement sur des présomptions très légères, voire des suppositions de présomptions très légères, tous ceux qui paraissent hostiles à la Révolution. De juin à juillet 1794 (chute de Robespierre), il y a 50 condamnations à mort par jour, d’où une lassitude même chez les partisans de la Terreur et un détournement des citoyens.
Le Tribunal révolutionnaire a condamné 1 400 personnes.

### Commissions militaires des armées
Elles ont pour fonction de juger et condamner les Français pris dans les rangs ennemis. Les compétences de ces commissions seront élargies à tous les Français qui ont pris les armes contre le gouvernement révolutionnaire.

### Infractions réprimées par la législation révolutionnaire

#### Infractions politiques
Les crimes politiques sont définis de façon très extensive.
Ce sont toutes les formes de subversion, de contestation politique, comme le port de la cocarde blanche.

#### Émigration illégale
Beaucoup de Français ont cherché refuge à l’étranger (prêtres, nobles, anciens fonctionnaires de la monarchie). Le statut des émigrés est codifié. La Révolution jacobine les traite collectivement comme coupables de trahison. Un émigré est tout Français ayant quitté la France à partir du 1er juillet 1789. Selon la loi rétroactive du 28 mars 1793, il s’agit de tout Français qui se serait installé dans une partie du territoire national occupé par les armées ennemies ainsi que tout Français absent de son domicile et ne pouvant justifier de sa résidence permanente en France depuis le 9 mai 1792. Sont complices de ce crime ceux qui sont réputés favoriser l’émigration « par secours ».
Tout émigré est puni de bannissement. Tous ses biens sont confisqués. Si cet individu rentre en France et qu’il est pris, il est puni de mort sur simple constatation de son identité.

#### Prêtres réfractaires
Depuis le 12 juillet 1790, tous les ecclésiastiques de France ont dû prêter serment de fidélité à la Constitution civile du clergé.
Le clergé se divise entre clergé insoumis (réfractaires : ceux qui demeurent fidèles à la papauté) et le clergé jureur (constitutionnel).
En 1792, les réfractaires sont tous bannis de France. Ceux qui seront pris sur le territoire national seront punis de mort sur simple constatation de leur identité.

#### Autres infractions
Sont punis de mort sur simple constatation d’identité[réf. nécessaire] :
1. Toute personne ayant participé à un soulèvement armé contre la République.
2. Toute personne qui aurait accepté des fonctions publiques dans les territoires occupés par l’ennemi.
3. Tous les agents publics qui auraient continué à occuper ces fonctions dans les territoires occupés par l’ennemi.
4. Tous les individus qui ont participé à des révoltes ou émeutes contre-révolutionnaires lors des opérations de recrutement de l’armée.
5. Législation économique, concernant notamment le ravitaillement et la fixation des prix maximum (la loi du 26 juillet 1793 définit le crime d’accaparement). Sont punis de mort tous ceux qui détiennent des produits de première nécessité et qui ne les vendent pas sur les marchés publics quotidiennement (lutte contre la spéculation).
6. À partir d’août 1792, les autorités vont multiplier les arrestations préventives sur dénonciation ou critère social : toutes les personnes arrêtées sans que l’on possède des éléments concrets pour les traduire devant un tribunal (anciens nobles, anciens fonctionnaires de la monarchie, ecclésiastiques y compris les jureurs, individus « riches » – tris entre « maxi suspect » et « mini suspect »).

### La Terreur
Environ 40 000 personnes ont été guillotinées, pour un total de 200 000 personnes environ tuées, et 500 000 emprisonnées[réf. nécessaire] .

## Le contrôle idéologique des citoyens
Le nouveau calendrier révolutionnaire est mis en place le 22 septembre 1792 (1er vendémiaire an I) et utilisé jusqu’en 1805. Les anciens prénoms du calendrier sont supprimés.
Tous les citoyens sont mobilisés au service de la cause révolutionnaire[réf. nécessaire]. Ainsi, l’administration organise un encadrement permanent par le biais de fêtes révolutionnaires (Fête de la Jeunesse, Fête de la Fédération, Fête de la Vieillesse, etc.), et par le biais de l’enseignement[réf. nécessaire].
C’est une véritable révolution culturelle avec le mouvement de déchristianisation et l’instauration d’un nouveau culte : le culte de la Raison.
Des éditeurs créent des jeux de cartes républicains, mais ils n'ont pas un grand succès populaire, même chez les sans-culottes.

## Politiques particulières de la Convention

### Assistance publique
Voté par la Convention girondine, le décret du 19 mars 1793 affirme le droit à l'assistance pour tout homme hors d'état de travailler ; les secours publics sont une « dette sacrée » (Constitution de 1793). Une fête décadaire est consacrée à honorer le malheur. L'assistance revêt alors une dimension patriotique, ce qui fait dire au politiste Pierre Rosanvallon que « l'État-providence moderne doit plus à Rousseau qu'à Marx ». À partir de 1791, une série de décrets accorde des secours sur une base patriotique : secours aux Acadiens et aux Canadiens ; puis à de nombreuses autres catégories de réfugiés ; indemnité aux personnes dont les propriétés ont souffert des invasions; aides aux parents des victimes de la journée du 10 août 1792, de la journée du Champ-de-Mars, etc.. « À l'automne 1792, les secours aux familles des défenseurs de la patrie constituent un des axes majeurs de la politique d'assistance publique » (Rosanvallon, 1995).
Une fois par an devait se dérouler la Fête du Malheur. Dans toutes les communes de France, les malheureux et indigents auraient été honorés. Entourés d'élus, des notables et des travailleurs, ils auraient reçu des allocations, manifestant ainsi la reconnaissance de la République envers eux, en luttant contre leur oubli et leur isolement.
Sous la Convention montagnarde, la loi du 24 vendémiaire an II (octobre 1793, quelques semaines après la loi du maximum général) précise les mesures pour l'extinction de la mendicité, tandis que la loi du 22 floréal an II (mai 1793) organise l'assistance publique dans les campagnes. L'assistance était organisée par l'État, la loi du 23 messidor an II décide la mise en vente des biens des hôpitaux. Cependant, confrontée à des problèmes de personnel et à des problèmes financiers, la Convention suspend la loi de messidor an II sur les hôpitaux. Le Directoire retourne ensuite au cadre traditionnel de l'assistance, en rappelant les religieux et abandonnant la nationalisation des secours publics. Sous le Consulat et l'Empire, le système hospitalier est durablement reconstruit. Des bureaux de bienfaisance sont créés.

### Sciences et éducation
La Convention nationale supprime toutes les universités (15 septembre 1793).
Elle regroupe sous le nom d’Institut les anciennes Académies, dissoutes au cours de l’été 1793 sous l’influence de Marat, qui les accusait d’être des repaires d’aristocrates, et celles qu’elle fonde elle-même.
La Convention est à l'origine d'institutions encore existantes :
- L’École polytechnique
- Le Conservatoire national des arts et métiers
- L’École normale supérieure
- Le Conservatoire de musique
- Le Conservateur des hypothèques
- Le Muséum d’histoire naturelle
- L’École spéciale des Langues orientales (30 mars 1795).

Elle institue un système de mesure entièrement fondé sur le mètre, et qui est aujourd'hui quasi universel : le système métrique.
La Convention est donc loin de la formule qui aurait été proférée à l'occasion de l'exécution du grand chimiste Lavoisier : « La République n'a pas besoin de savants ! ». Au contraire, on voit des scientifiques et techniciens jouer un rôle notable : Lazare Carnot (officier du génie), Chaptal, Monge, Chappe, etc.

## Historiographie
C'est un sujet de controverses, depuis les origines.

### Jugements anciens
Victor Hugo, au départ royaliste traditionaliste, mais qui évolue vers la gauche républicaine, devient peu à peu un admirateur de la Convention, sans cautionner pour autant tout ce qu'elle a fait, notamment la répression à outrance. Son roman Quatrevingt-treize le montre bien, à travers l'opposition de trois hommes : le marquis de Lantenac (émigré contre-révolutionnaire), Gauvain (noble républicain, parent de Lantenac, commandant de troupes combattant en Bretagne), Cimourdain (ancien précepteur de Gauvain, devenu commissaire de son régiment). Chacun d'eux exprime un aspect de cette période tourmentée (à la fin du roman, Gauvain aide le marquis à s'évader, mais refuse de le suivre, est condamné à mort par Cimourdain, qui se suicide juste après sa décapitation).
Lamartine, républicain modéré en 1848, soutient les girondins et condamne les montagnards (résumé sommaire de son œuvre sur les Girondins).
Georges Clemenceau, républicain anticlérical de toujours (quoique né en Vendée), radical à la fin du XIXe siècle : « La Révolution est un bloc », c'est-à-dire qu'on ne peut pas condamner 1793 comme mauvais en le séparant du reste qui serait bon.

### Jugements récents
- « théorie » de « la Terreur matrice de tous les totalitarismes du XXe siècle »
- Michel Onfray (philosophe) : théorie du « logiciel coupeur de tête de la gauche française depuis 1793 »
- Philippe Nemo (philosophe) : théorie de l'opposition matricielle de « 1789 » et de « 1793 »

### Analyses historiques
- Albert Soboul et le courant des historiens marxisants (qui prévaut dans les années 1945-1970) versus François Furet et le courant antimarxiste (qui prévaut à partir des années 1970).
- courant des historiens du « génocide vendéen » (notamment Reynald Secher)
- Jean-Clément Martin défend un point de vue qui semble plus respectueux du travail de l'historien

## Hommages
La rue de la Convention à Paris a été nommée en hommage à la Convention Nationale. Nommée du même nom que la rue, la station de métro Convention sur la ligne 12 perpétue le souvenir de la Convention Nationale.
Des rues de la Convention existent dans de très nombreuses villes à travers la France.

### Sources primaires imprimées
- Archives parlementaires de 1787 à 1860, tomes LII à CII.